# La memoria del agua (película de 2015)
La memoria del agua es una película de drama chilena dirigida por Matías Bize y protagonizada por Benjamín Vicuña y Elena Anaya, estrenada el 27 de agosto de 2015. La película relata el proceso de luto que tiene una pareja al perder un hijo.
Su director recibió el Colón de Oro a Mejor Director en el Festival de Cine Iberoamericano de Huelva 2015.

## Trama
Amanda (Elena Anaya) y Javier (Benjamín Vicuña) se separan tras la muerte de su hijo. Cada uno a su modo tratará de reconstruir su vida, ella desde el dolor, él desde la evasión. Juntos emprenderán un viaje que podría volver a reunirlos como pareja, pero que también les hará comprender que el amor no basta para sobreponerse a la tragedia que les ha tocado vivir.

## Reparto
- Benjamín Vicuña como Javier.
- Elena Anaya como Amanda.
- Néstor Cantillana
- Pablo Cerda
- Sergio Hernández
- Alba Flores como Carmen.
- Antonia Zegers
- Silvia Marty como Mónica.
- Etienne Bobenrieth

## Premios y nominaciones

### Premios Platino
La 3.ª edición de los Premios Platino tuvo lugar el 24 de julio de 2016.
| Año  | Categoría                     | Candidato(s)      | Resultado |
| ---- | ----------------------------- | ----------------- | --------- |
| 2016 | Mejor interpretación femenina | Elena Anaya       | Nominado  |
| 2016 | Mejor fotografía              | Arnaldo Rodríguez | Nominado  |

| Premio                                     | Categoría                      | Receptor    | Resultado | Ref.   |
| ------------------------------------------ | ------------------------------ | ----------- | --------- | ------ |
| Festival de Cine Iberoamericano de Huelva  | Mejor Película                 | Matías Bize | Nominada  | [ 5 ]  |
| Festival de Cine Iberoamericano de Huelva  | Mejor Director                 | Matías Bize | Ganador   | [ 5 ]  |
| Festival Internacional de Cine de Venecia  | Premio Venice Days             | Matías Bize | Nominada  | [ 8 ]  |
| Santiago Festival Internacional de Cine    | Mejor Actriz                   | Elena Anaya | Ganadora  | [ 9 ]  |
| Premios Cinematográficos José María Forqué | Mejor Película Latinoamericana | Matías Bize | Pendiente | [ 10 ] |